# 경쟁 배타의 원리
경쟁 배타의 원리(Competitive Exclusion Principle), 또는 가우스의 법칙은 생태학의 원리 중 하나로, 같은 생태적 지위를 차지하는 두 종은 분서(생활 공간,. 먹이 종류, 활동시간 등을 달리하여 경쟁을 피하는 것)를 제외하고는 공존할 수 없다는 것이다. 한 생태계에 정확히 같은 생태적 지위를 차지하는 둘 이상의 종이 있다면, 조금이라도 더 생존에 유리한 종이 살아남고 다른 종은 절멸에 이르게 된다.  이에는 환경이 일정하다는 조건이 뒤따르게 되는데, 일정한 환경에서는 두 종간의 작은 차이라 할지라도 세대를 거듭하며 한정된 자원의 이용 효율이 낮은 쪽은 궁극적으로 전멸에 이르게 된다. 하지만 변화하는 환경에서는 이에 따른 자원 이용 효율, 생존력 등의 변동이 생겨 경쟁 배타의 원리를 그대로 적용하기에는 무리가 있다.

## 실험적 배경
러시아의 생태학자 Georgy Gause가 두 종의 짚신벌레(Paramecium aurelia, P.caudatum)를 이용한 실험으로 경쟁 배타의 원리를 정립하였다. 이들은 각각 독립적으로 같은 조건에서 배양되었을 때는 환경수용력에 도달할 때까지 빠른 개체군 성장을 보였다. 그러나 매일 신선한 물과 지속적인 먹이 공급이 이루어지는 환경에서 두 종이 같이 배양되었을 때는 처음에는 P.caudatum이 우점하였으나, 결과적으로 P.aurelia가 우월한 자원 이용 능력을 바탕으로 군집을 우점하였고 P.caudatum은 절멸에 도달함이 관찰되었다. 이 실험 결과는 공통되는 한정된 자원을 이용하는 두 종이 같은 장소에서 공존할 수 없다는 것을 보여준다. 그러나, 환경을 변화시켜 주었을 때는 실험의 양상이 바뀌고 P.caudatum이 생존 가능한 경우가 관찰되었는데, 이는 생태적 요인이 일정할 때 경쟁 배타를 유효하게 적용할 수 있다는 것이다.